# Borgnone
Borgnone foi uma comuna da Suíça, no Cantão Tessino, com cerca de 171 habitantes. Estendia-se por uma área de 10,6 km², de densidade populacional de 16 hab/km². Confinava com as seguintes comunas: Intragna, Mosogno, Onsernone, Palagnedra, Re (IT-VB).
A língua oficial nesta comuna era o Italiano.

## História
Em 25 de outubro de 2009, passou a formar parte da nova comuna de Centovalli.